# Mobil 1 Rally Championship
Mobil 1 Rally Championship – rajdowa gra komputerowa stworzona przez Magnetic Fields, wydana w 1999 roku przez Actualize. Umożliwia grę w trybie gry jednoosobowej oraz gry wieloosobowej (na podzielonym ekranie, w sieci LAN, w Internecie oraz w grę do czterech osób na jednym komputerze. Gracze – w przypadku dwóch – mogą wybrać przed grą czy mają grać na podzielonym ekranie czy na zmianę, natomiast grając na 3 lub 4 graczy – tylko na zmianę).
Mobil 1 Rally Championship jest symulatorem Rajdowych Mistrzostw Wielkiej Brytanii (British Rally Championship).
Wszystkie 36 odcinków specjalnych w grze to repliki ich rzeczywistych odpowiedników, włącznie z długością tras i czasem jaki jest potrzebny do ich pokonania. Podczas rajdu występują zmiany pogody i pory dnia. Mapy do tej gry dostarczyły agencje Ordnance Survey i Ordnance Survey of Northern Ireland. W grze istnieje realistyczny model jazdy i uszkodzeń.
W grze udostępniono pięć trybów rozgrywki: Pojedynczy Rajd, Mistrzostwa Mobil 1 BRC, Mistrzostwa Klasy A8, Grę Zręcznościową oraz Próbę Czasową. Dodatkowo zawiera edytor powtórek wyścigu, pozwalający na oglądanie zapisanego rajdu z różnych ustawień kamery. Do wyboru gracza jest dwóch pilotów: Martyna Wojciechowska oraz Maciej Wisławski. Lektorem w polskiej wersji gry czytającym opisy samochodów (z wyjątkiem Renault Clio II) i rajdów jest Roch Siemianowski.
W grze kolejne zderzenia powodują obniżenie osiągów, awarię chłodnicy, szperacza itd. Na samochodzie pojawiają się wgniecenia. Możliwe jest również całkowite zniszczenie samochodu.
Gra w trakcie mistrzostw nie pozwoli wyruszyć na trasę, jeśli np. dyferencjał jest całkowicie zniszczony. Oznacza to, że wóz nie przeszedł przeglądu.

## Samochody
W grze dostępne są 22 samochody (we francuskiej wersji 23, z podziałem na klasy (od A5 do A8):
- klasa A5:
  - Ford Puma
  - Nissan Micra
- klasa A6:
  - Citroën Saxo
  - Honda Civic
  - Peugeot 106 Maxi
  - Proton Compact
  - Škoda Felicia
- klasa A7:
  - Ford Escort RS2000
  - Ford Escort Maxi
  - Hyundai Coupé Evo II
  - Nissan Almera
  - Renault Mégane
  - SEAT Ibiza Cupra Sport
  - Škoda Octavia
  - Vauxhall Astra (w Europie znany jako Opel Astra)
  - Volkswagen Golf IV GTI
  - Renault Clio II (wersja drogowa, tylko we francuskim wydaniu)
- klasa A8:
  - Mitsubishi Lancer Evo IV
  - Mitsubishi Lancer Evo V
  - Peugeot 206 WRC
  - Proton Wira/Persona
  - SEAT Córdoba WRC
  - Subaru Impreza WRC

## Odbiór
Redaktor GRY-OnLine.pl, Marcin Bojko, średnio ocenił grę, przyznając jej 6,5 na 10 punktów.